# Police militaire de l'Aviation royale du Canada
De sa création en 1924 jusqu'en 1968, date du regroupement des trois composantes de l'armée canadienne au sein des forces armées canadiennes, la Police militaire de l'Aviation royale du Canada (en anglais : Royal Canadian Air Force Police) était responsable des tâches de police militaire au sein de la Force aérienne du Canada.
En 1968, elle fut regroupée, avec le Corps des prévôts canadiens (en anglais : Canadian Provost Corps), au sein d'une nouvelle unité chargée de ces missions pour les trois composantes : l'Unité de police militaire (en anglais : Military police branch of Canada).